# Senne Stevens
Senne Stevens is een personage uit de televisiereeks F.C. De Kampioenen. Senne wordt gespeeld door Ludo Hellinx. Hij was een vast gastpersonage tussen 2002 en 2009.

## Personage
Senne Stevens is een collega-militair en goede vriend van Xavier Waterslaeghers.
Hij deed ooit alsof hij inspecteur was van de voedselinspectie om Carmen ertoe aan te zetten haar frituur te sluiten.
In reeks 17 gingen Xavier en Senne samen op buitenlandse missie,
Operatie BETINA (Belgian Troups in Afghanistan).
Net als Xavier drinkt Senne ook graag een dagschotel.

## Afleveringen
- Reeks 13, Aflevering 4: Het kampioenenbal (2002)
- Reeks 13, Aflevering 6: Friet met mayonaise (2003)
- Reeks 15, Aflevering 1: Baby Baby (2004)
- Reeks 17, Aflevering 13: Operatie Betina (2007)
- Reeks 19, Aflevering 3: Soirée privée (2008)
- Reeks 19, Aflevering 4: Vraag het aan Vertongen (2009)

## Uiterlijke kenmerken
- Bruin/grijs haar, kaal vanboven
- Vaak gekleed als militair